# Otto Fräßdorf
Otto Fräßdorf (n. 3 februarie 1942, Magdeburg, Germania Nazistă) este un fotbalist german, medaliat olimpic. A participat la o ediție a Jocurilor Olimpice (1964) în care a câștigat o medalie de bronz.

## Participări
Lista de mai jos prezintă principalele competiții la care a participat Otto Fräßdorf de-a lungul carierei.
- football at the 1964 Summer Olympics[*]